# Rajd Katalonii 1994
Rajd Katalonii 1994 (30. Rallye Catalunya - Costa Brava - Rallye de España 1994) – siódma runda eliminacji Dwulitrowego Rajdowego Pucharu Świata w roku 1994, który odbył się w dniach 1-4 listopada. Bazą rajdu było miasto Lloret de Mar.

## Wyniki końcowe rajdu
| Msc.                   | Kierowca               | Pilot                  | Samochód                 | Czas                   | Strata                 | Grupa                  |
| Klasyfikacja generalna | Klasyfikacja generalna | Klasyfikacja generalna | Klasyfikacja generalna   | Klasyfikacja generalna | Klasyfikacja generalna | Klasyfikacja generalna |
| ---------------------- | ---------------------- | ---------------------- | ------------------------ | ---------------------- | ---------------------- | ---------------------- |
| 1.                     | Enrico Bertone         | Max Chiapponi          | Toyota Celica Turbo 4WD  | 04:43.5                | 0.00                   | A8                     |
| 2.                     | Oriol Gómez            | Marc Martí             | Renault Clio Williams    | 04:47.5                | +3.54                  | A7                     |
| 3.                     | Salvador Servià        | Xavi Lorza             | Nissan Sunny GTI         | 05:01.4                | +17.52                 | A7                     |
| 4.                     | Jordi Ventura          | Joan Sureda            | Seat Ibiza GTI 16V       | 05:06.1                | +22.14                 | A7                     |
| 5.                     | Rui Madeira            | Nuno da Silva          | Mitsubishi Lancer Evo II | 05:07.5                | +22.59                 | N4                     |
| 6.                     | Jaime Azcona           | Julius Billmaier       | Peugeot 106 Rallye       | 05:09.2                | +25.24                 | A5                     |
| 7.                     | Javier Azcona          | Inma Vittorini         | Renault Clio Williams    | 05:12.1                | +28.21                 | N3                     |
| 8.                     | Emil Triner            | Jiří Klíma             | Škoda Favorit 136L       | 05:14.0                | +30.10                 | A5                     |
| 9.                     | Jindřich Štolfa        | Miroslav Fanta         | Škoda Favorit 136L       | 05:14.5                | +31.01                 | A5                     |
| 10.                    | Sergio Pérez           | Juan Manuel Martínez   | Peugeot 106 Rallye       | 05:21.1                | +37.18                 | A5                     |
| 2L WRC                 |                        |                        |                          |                        |                        |                        |
| 1 (2).                 | Oriol Gómez            | Marc Martí             | Renault Clio Williams    | 04:47.5                | 0.00                   | A7                     |
| 2 (3).                 | Salvador Servià        | Xavi Lorza             | Nissan Sunny GTI         | 05:01.4                | +13:58                 | A7                     |
| 3 (4).                 | Jordi Ventura          | Joan Sureda            | Seat Ibiza GTI 16V       | 05:06.1                | +22.14                 | A7                     |
| Mistrzostwa Hiszpanii  |                        |                        |                          |                        |                        |                        |
| 1. (2.)                | Oriol Gómez            | Marc Martí             | Renault Clio Williams    | 04:47.5                | 0.0                    | A7                     |
| 2. (3.)                | Salvador Servià        | Xavi Lorza             | Nissan Sunny GTI         | 05:01.4                | +13:58                 | A7                     |
| 3. (4.)                | Jordi Ventura          | Joan Sureda            | Seat Ibiza GTI 16V       | 05:06.1                | +18:20                 | A7                     |
| 4. (6.)                | Jaime Azcona           | Julius Billmaier       | Peugeot 106 Rallye       | 05:09.2                | +21:30                 | A5                     |
| 5. (7.)                | Javier Azcona          | Inma Vittorini         | Renault Clio Williams    | 05:12.1                | +24:27                 | N3                     |
| 6. (10.)               | Sergio Pérez           | Juan Manuel Martínez   | Peugeot 106 Rallye       | 05:21.1                | +33:24                 | A5                     |